# Julia Margaret Cameron
Pour les articles homonymes, voir Cameron.
Julia Margaret Cameron,  née le 11 juin 1815 à Calcutta dans le quartier de Garden Reach et morte le 26 janvier 1879 à Ceylan, est une artiste photographe britannique, connue pour ses portraits de célébrités de son temps ainsi que pour ses illustrations photographiques inspirées par la peinture préraphaélite anglaise.
Photographe amatrice devenue portraitiste renommée, Julia Margaret Cameron eut une véritable démarche artistique. Animée par une recherche de la beauté et de l’esthétique, elle cherchait à capter la personnalité des sujets qui posaient pour elle. Cette démarche était novatrice, à une époque où la photographie, technique encore récente, était surtout estimée pour sa précision documentaire.
La carrière photographique de Cameron fut courte (environ 12 ans) de 1863 à 1874 et commença tardivement dans sa vie. Mais son travail a eu un impact notable sur la photographie moderne, en particulier ses portraits, au cadrage serré et au flou artistique.

## Biographie

### Premières années: Calcutta

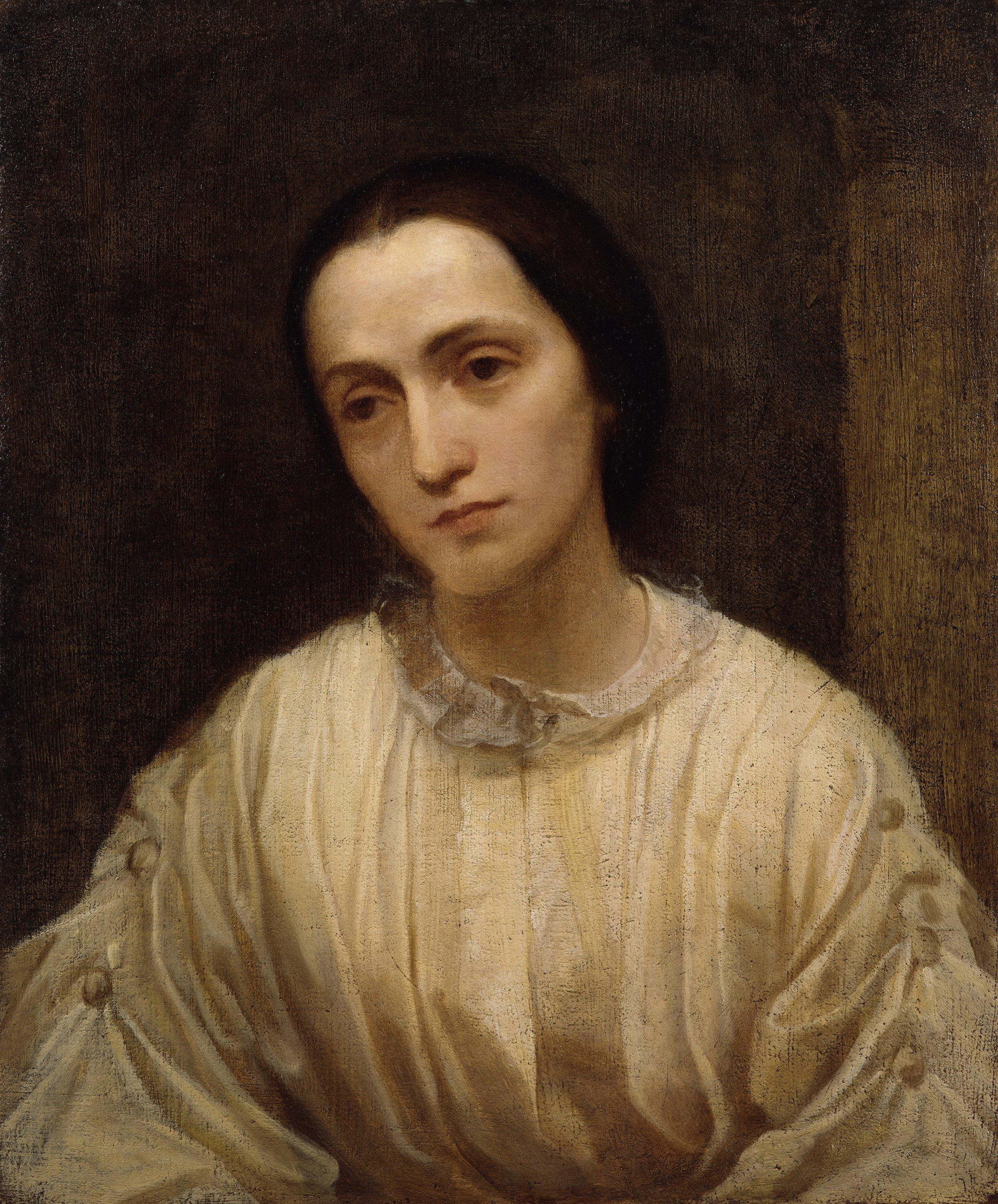
Julia Margaret Cameron, par George Frederic Watts.

Julia Margaret Cameron naquit Julia Margaret Pattle le 11 juin 1815, à Calcutta, en Inde, de James Pattle, un fonctionnaire anglo-indien du Bengal Civil Service, et d’Adeline de l'Étang, fille d’aristocrates français.
Julia Margaret fut élevée en France et en Angleterre, avant de retourner en Inde en 1834.

### Une famille de 12 enfants à Ceylan et l'île de Wight
En 1838, elle épousa Charles Hay Cameron, un juriste de vingt ans son aîné avec lequel elle aura six enfants (Julia, Eugene Hay, Ewen W. Hay, Hardinge Hay, Charles Hay, Henry Herschel Hay). De plus, elle adopta trois orphelins (Cyllene, Melita et Sheridan Wilson) et éleva les enfants de sa sœur Adeline (Mary et Adeline Clogstoun). Julia s'occupa aussi d'une enfant mendiante, Mary Ryan.
Les Cameron s’établirent à Ceylan (appelée désormais Sri Lanka). Là, en plus de son activité de juriste, Cameron acquit des plantations de café.
En 1848, Charles Hay Cameron prit sa retraite et la famille déménagea à Londres, en Angleterre. La sœur de Julia, Sarah Prinsep, habitait dans cette ville et y tenait un salon littéraire fréquenté par des auteurs et des artistes célèbres.
En 1860, les Cameron achetèrent une propriété sur l'île de Wight et devinrent voisins et amis du poète Alfred Tennyson.

### Une photographe amatrice tardive (1863-1874)

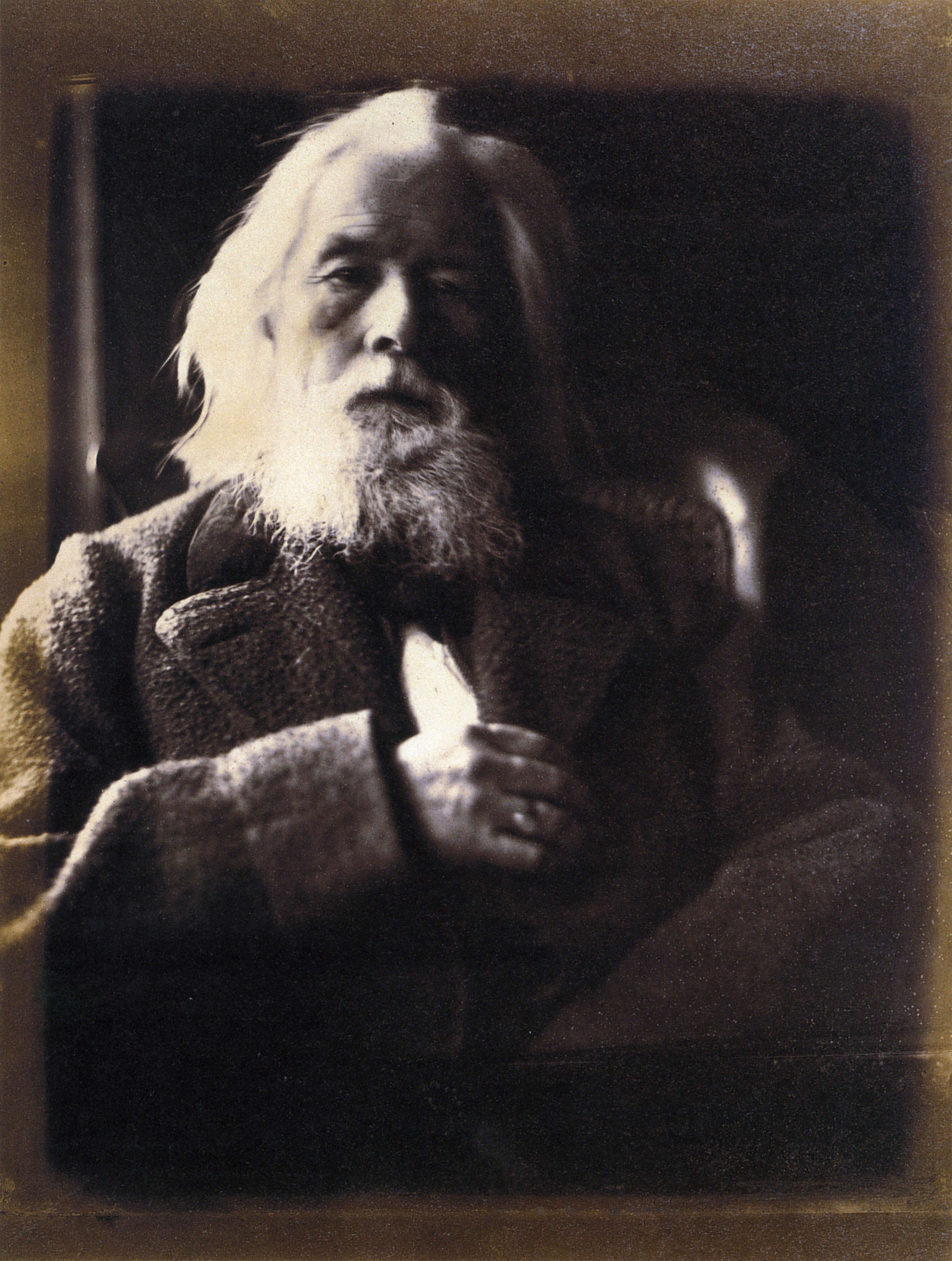
Charles Hay Cameron (1795-1881), son mari, par Julia Margaret Cameron (1864).

En 1863, alors que Julia Margaret Cameron fêtait ses 48 ans, sa fille aînée lui offrit un appareil photo. Elle se lança avec passion dans la photographie et entreprit alors une véritable carrière de photographe. Elle employait le procédé au collodion humide, convertissant sa cave à charbon en cabinet noir et un poulailler vitré en atelier. En moins d’un an, elle devint membre de la Société photographique de Londres. Sa force de caractère et sa position sociale lui permettaient de mener de front cette activité dévorante et la conduite d'une nombreuse maisonnée — dont six enfants.
Julia Margaret Cameron n’était pas une technicienne accomplie mais elle ne cherchait pas à produire des images documentaires nettes et détaillées. Elle pensait que la photographie pouvait être un art, si elle était pratiquée avec imagination, esprit et sens esthétique. Elle écrivit : « j’aspirais à capter toute la beauté qui se présentait devant moi et finalement, cette aspiration a été satisfaite. ». Elle prit ainsi part au débat qui avait surgi depuis quelques années, à savoir si la photographie pouvait avoir une valeur artistique ou pas.
La majeure partie des photographies de Cameron entre dans deux catégories : les portraits et les illustrations pour des œuvres littéraires.

#### Les portraits

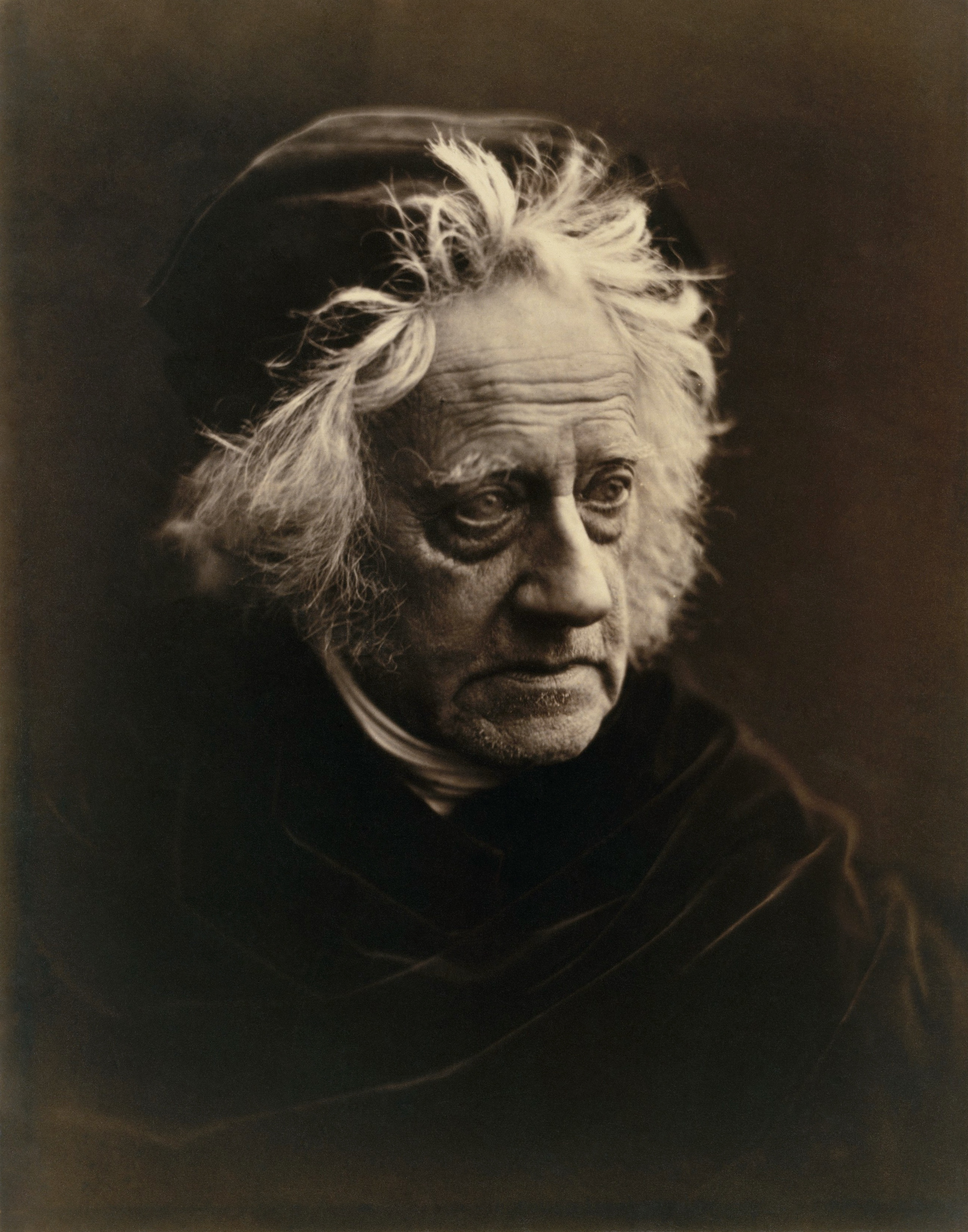
John Herschel, avril 1867.

Les portraits réalisés par Julia Margaret Cameron restent importants aujourd’hui. Ils sont parfois la seule photographie existante de personnalités historiques, prise à une époque où cette technique était encore nouvelle et complexe. Beaucoup de ces portraits ont également perduré en raison de leur qualité artistique.
Julia photographiait tous ceux qui passaient à sa portée : famille, amis, domestiques ou voisins...
Grâce au salon littéraire de sa sœur, elle fréquentait toute la société artistique et intellectuelle de son temps, ce qui lui fournit beaucoup de sujets pour ses portraits.

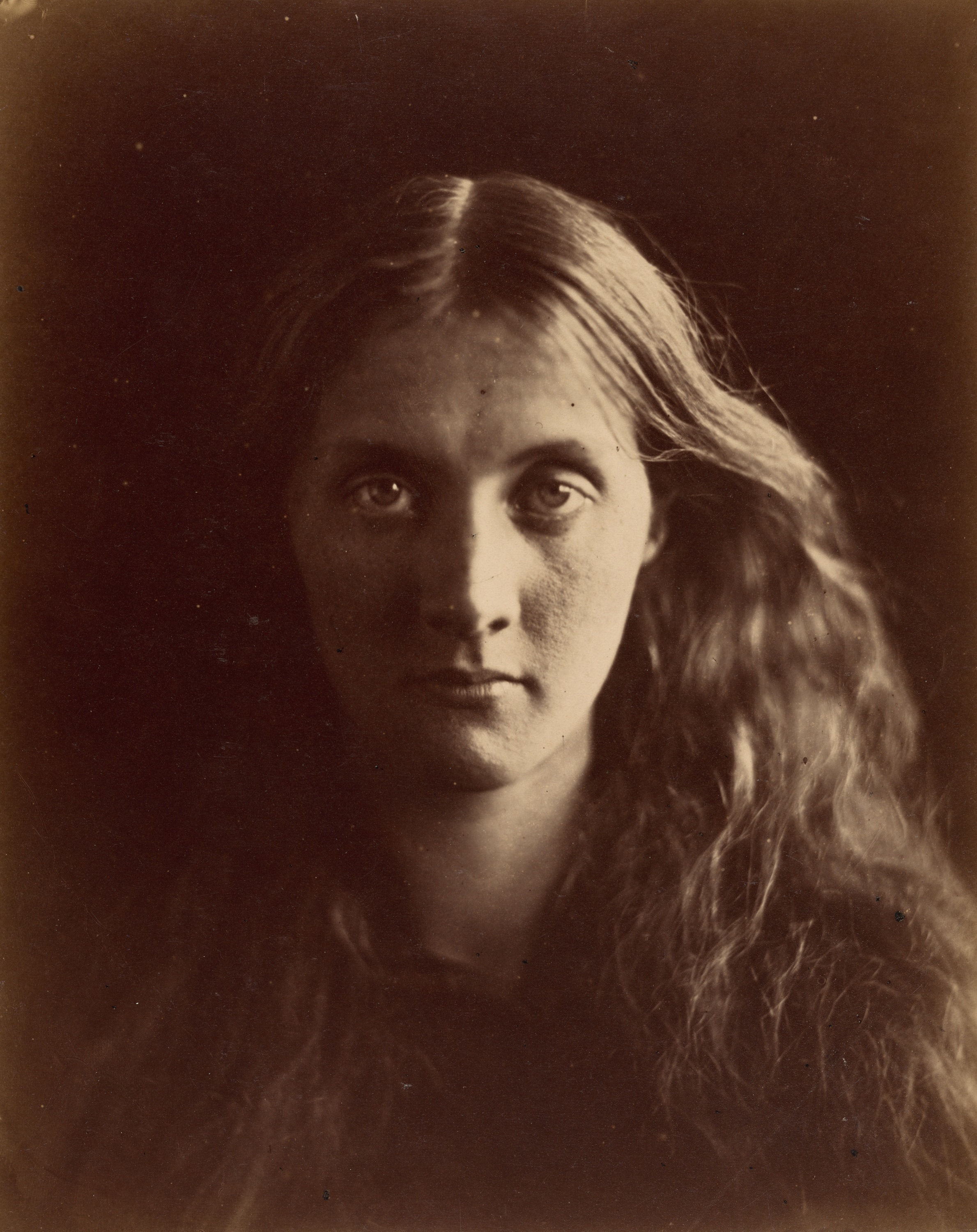
Julia Jackson, par Julia Margaret Cameron (1867).

Parmi ces célébrités de l’ère victorienne, figurent par exemple : les poètes Alfred Tennyson et Robert Browning, les peintres Edward Burne-Jones, John Everett Millais et George Frederic Watts, l'actrice shakespearienne Ellen Terry, l'écrivain-historien Thomas Carlyle ainsi que les scientifiques John Herschel et Charles Darwin, etc.
Elle côtoya notamment le peintre Dante Gabriel Rossetti, l'un des fondateurs du mouvement préraphaélite, qui sera une source majeure de son inspiration.
Elle prit également de nombreux portraits de femmes, en particulier de sa nièce Julia Jackson, mère de l'écrivaine Virginia Woolf.
Julia Margaret Cameron était souvent amie avec les personnes qu'elle photographiait, et essayait de capter leur personnalité dans ses portraits. La plupart sont des plans rapprochés, cadrés serré autour du visage du sujet. Les détails sont estompés par l’éclairage en clair-obscur et l'objectif choisi. Un effet de flou volontaire donne un rendu vaporeux mais net aux bons endroits (soft focus). La pose pouvait durer plusieurs minutes, parce que Cameron utilisait une lumière tamisée et de grandes plaques. Il résulte de ces portraits une impression d'intimité et d'intensité psychologique.

Les critiques de l’époque se sont souvent gaussés du flou de ses images, qui contrevenait à ce qu'on jugeait alors devoir être les qualités d'une bonne photographie : netteté, précision, fidélité de la représentation du réel.

#### Les illustrations photographiques

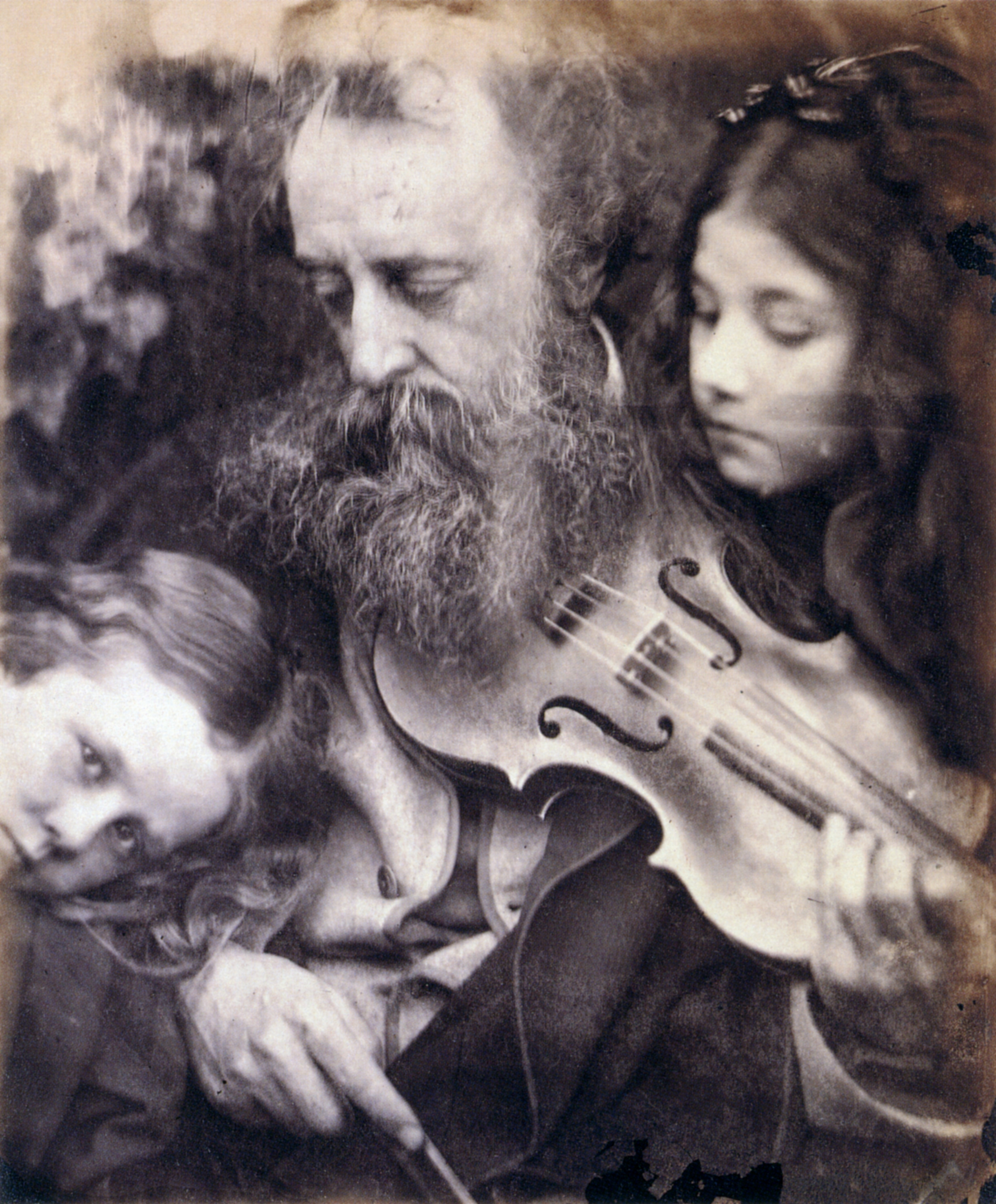
Whisper of the Muse [Le chuchotement de la Muse], 1865.

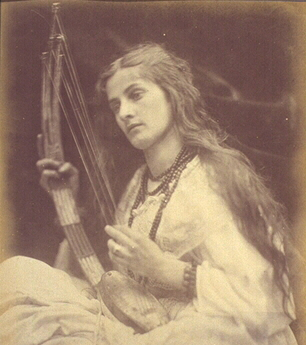
La princesse, vers 1875.

Les illustrations photographiques représentent l'autre facette du travail de Julia Margaret Cameron. Il s’agit essentiellement de scènes de genre en costumes, illustrant des thèmes religieux, littéraires, poétiques ou légendaires.
Ces photographies sont très influencées par la peinture préraphaélite anglaise. Elles étaient conçues pour ressembler aux peintures à l'huile de ce mouvement, qui cherchait à retrouver la pureté des primitifs italiens. Femmes graciles à la longue chevelure défaite, nobles vieillards barbus, draperies élaborées, poses languides... aujourd'hui, ces compositions photographiques sont parfois écartées par les critiques d'art. Pour sa part, Cameron les voyait comme des travaux artistiques à part entière, à l'instar des tableaux qu'elles imitaient. Ces scènes allégoriques étaient notamment destinées à des œuvres littéraires. Cameron illustra ainsi en 1874 les Idylls of the King de son ami poète Alfred Tennyson. Cette contribution fut assez mal accueillie par la critique de l'époque.

### Retour à Ceylan

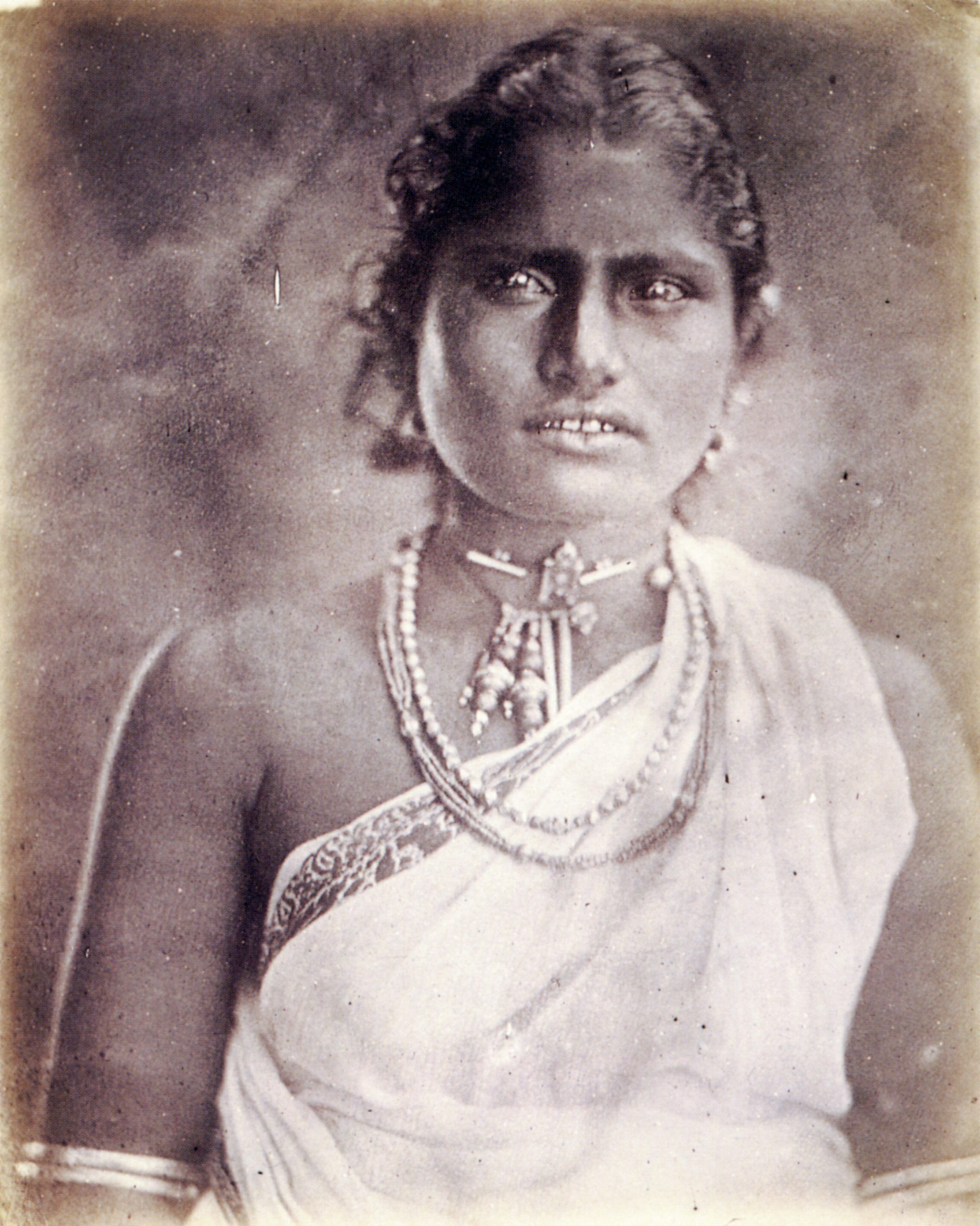
Portrait, Ceylan, c. 1875-1879.

En 1875, à court d’argent, les Cameron retournèrent à Ceylan. D'après sa correspondance, Julia avait des difficultés à se procurer les produits chimiques et l'eau pure dont elle avait besoin pour réaliser ses tirages photographiques. Proportionnellement, les images qui subsistent de cette période sont moins nombreuses.
Julia Margaret Cameron mourut à Ceylan le 26 janvier 1879.

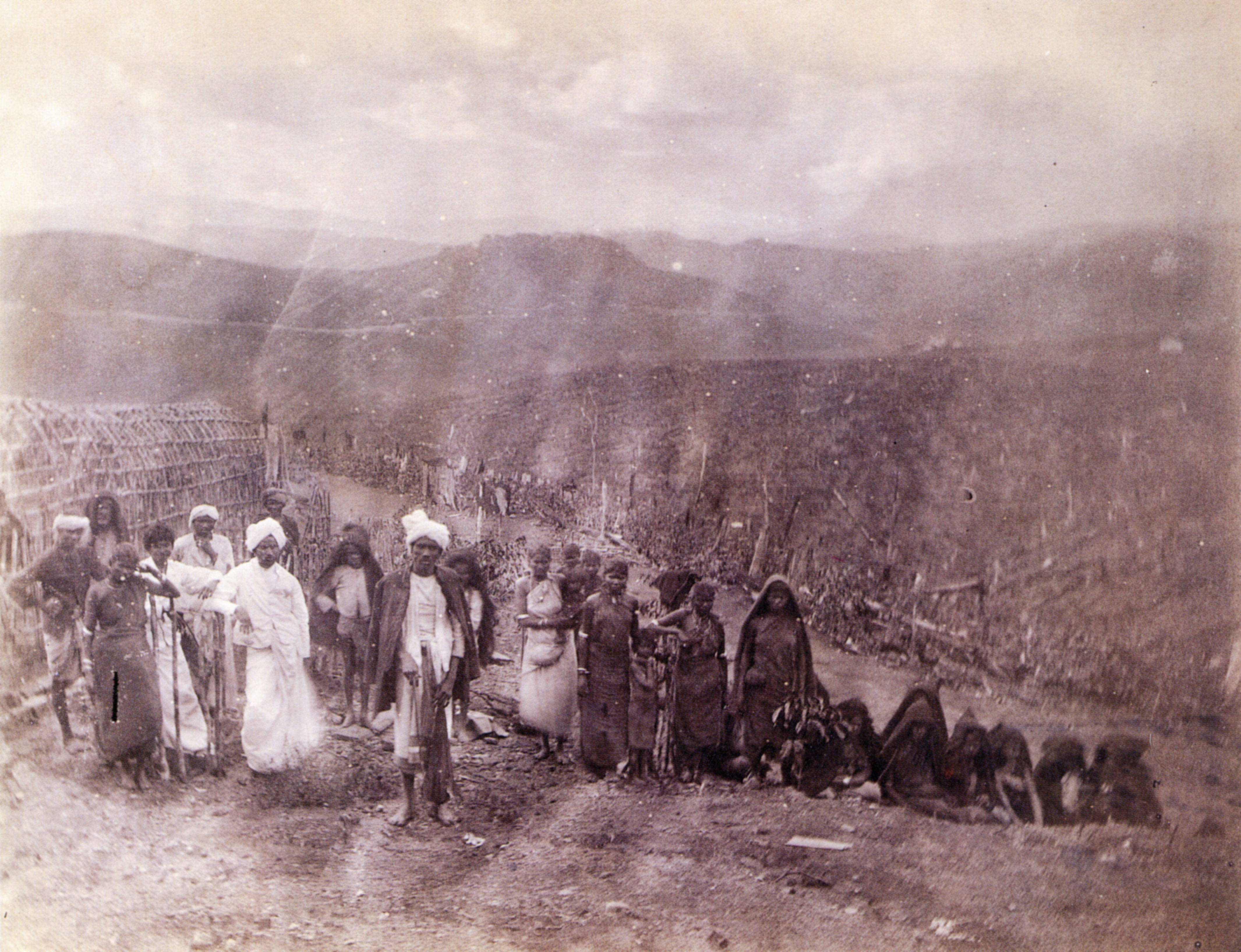
Ouvriers dans un domaine à Ceylan, septembre 1875.
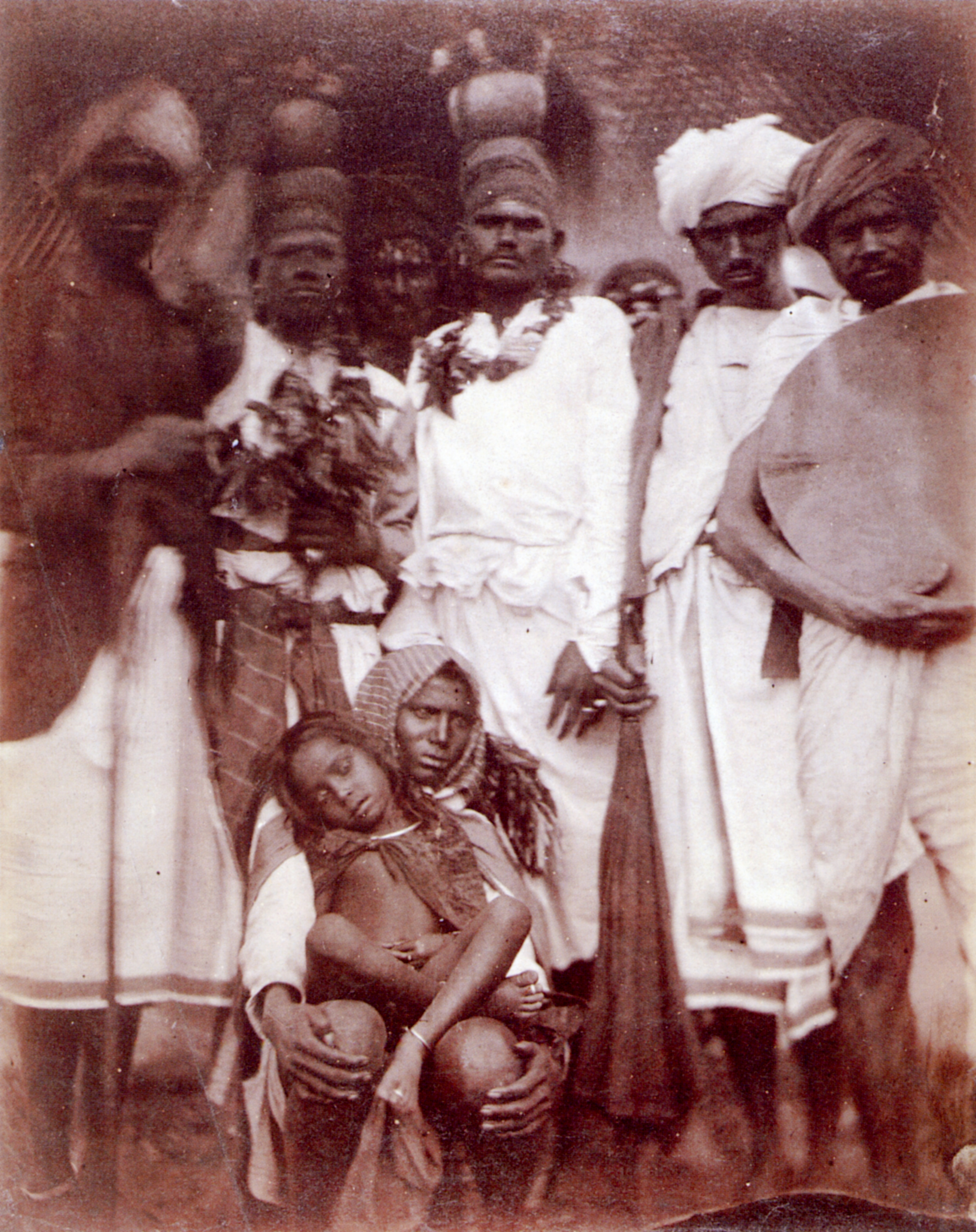
Un groupe à Ceylan, septembre 1875.
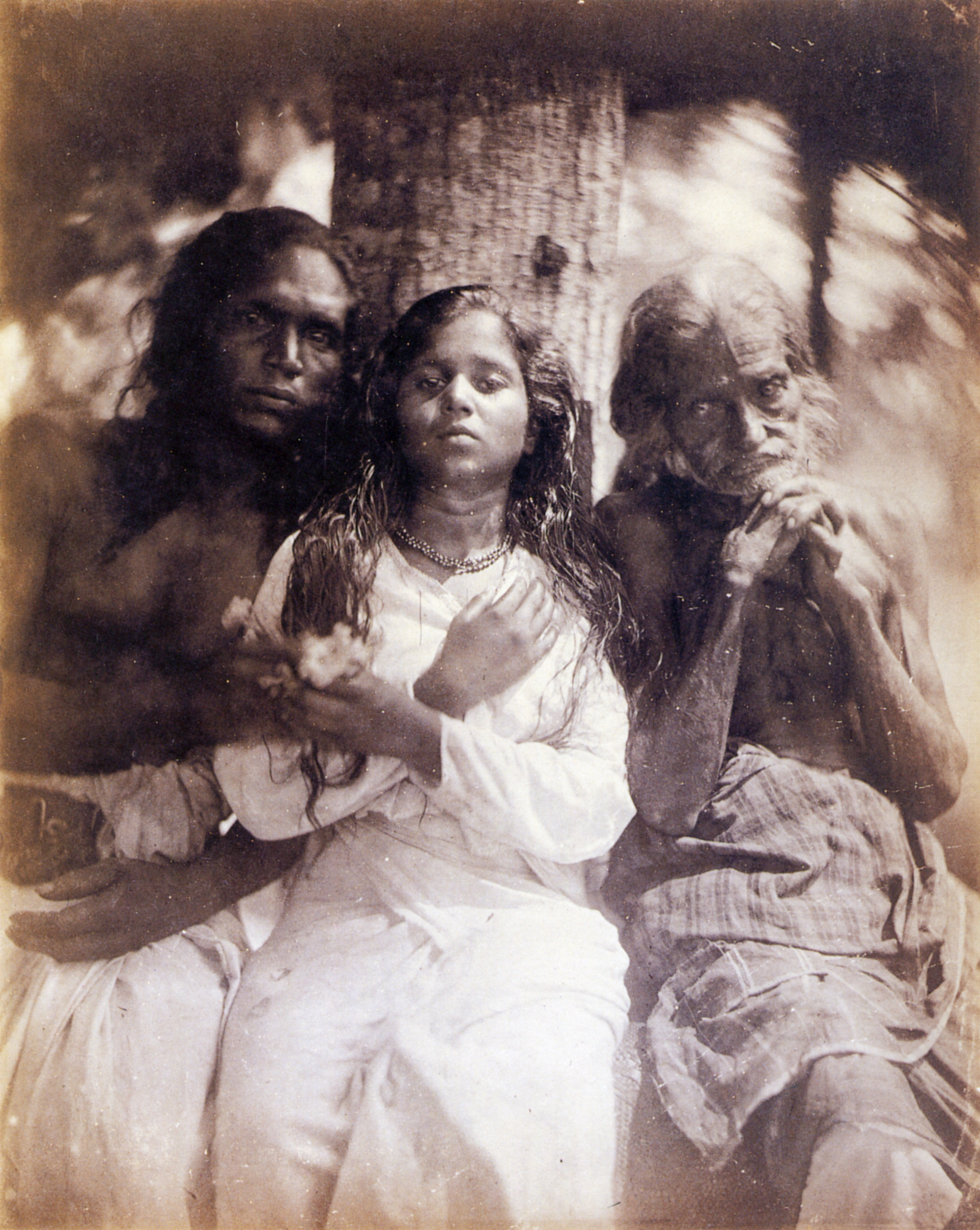
Paysans à Kalutara, Ceylan, septembre 1875.
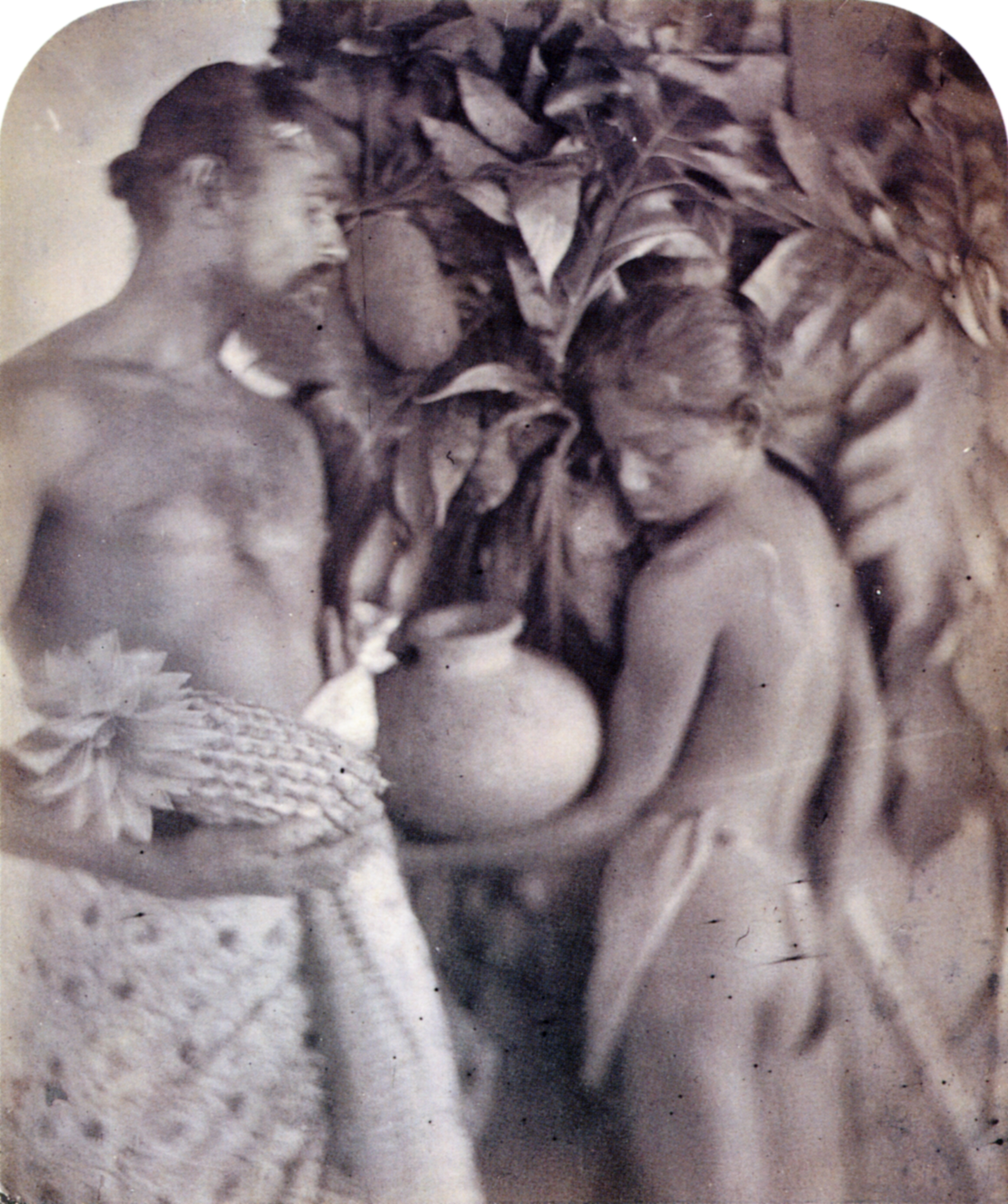
Un couple à Kalutara, septembre 1875.

## Redécouverte

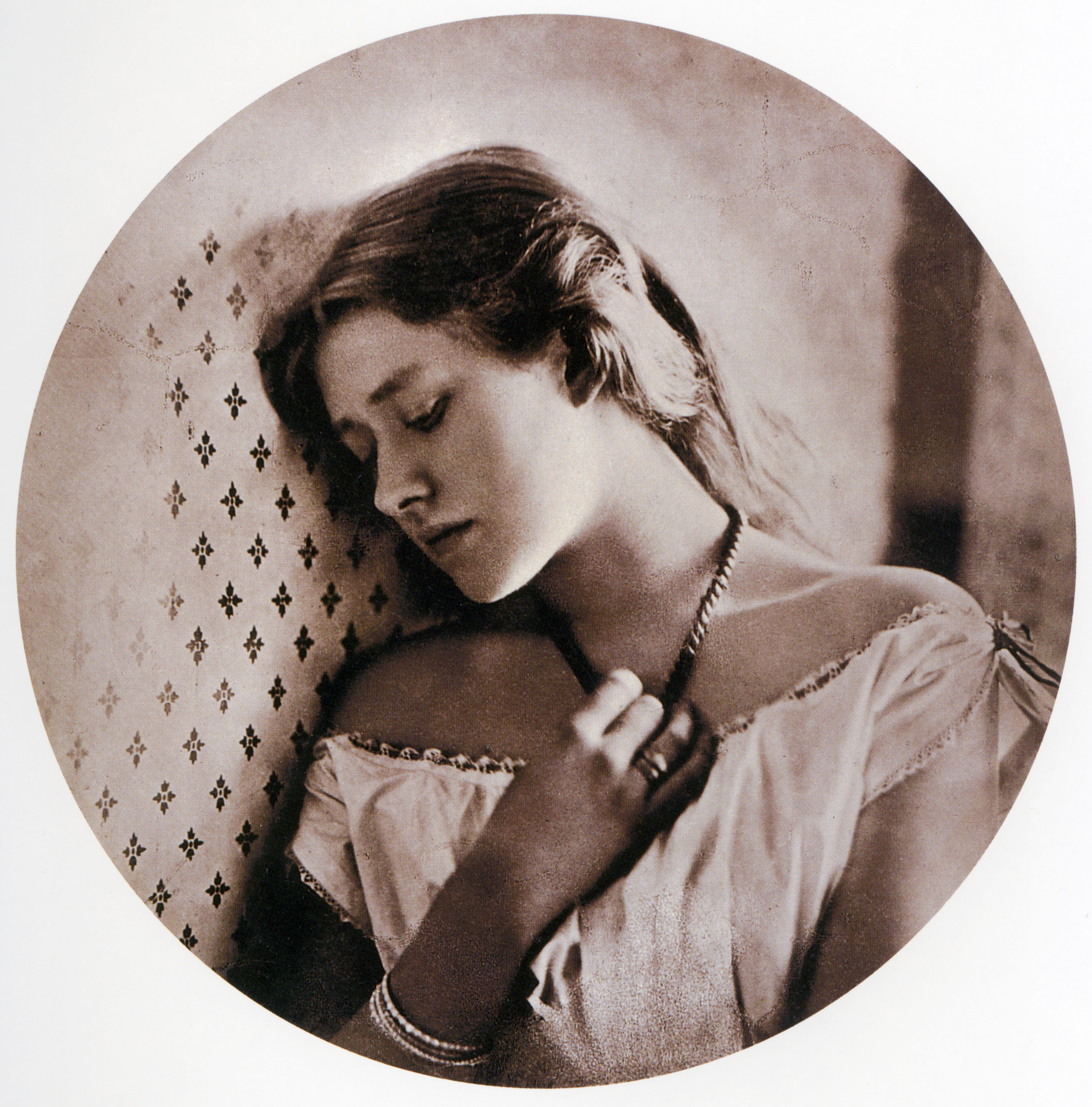
Sadness, 1864
(publ. sous le titre de Ellen Terry à l'âge de seize ans dans Camera Work, 41, New York, 1913).

Au début du XXe siècle, Alfred Stieglitz publia des travaux de Cameron et contribua ainsi à les remettre d'actualité. Les portraits de la photographe victorienne sont proches des effets recherchés par les pictorialistes dont Stieglitz était précédemment le chef de file, mais surtout d'une photographie directe ou pure (la straight photography) dont il fit la promotion après 1907.

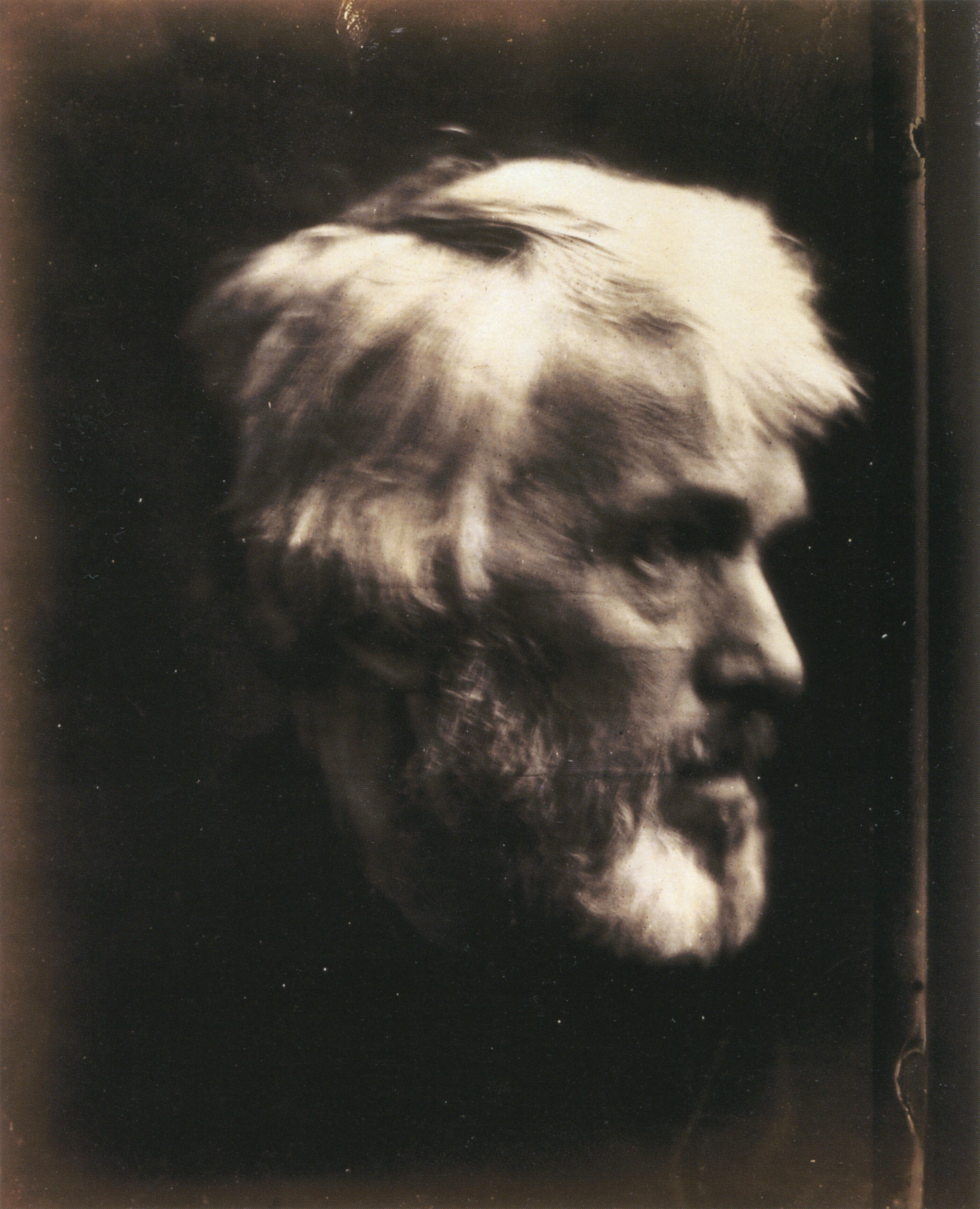
Thomas Carlyle de profil, 1867.
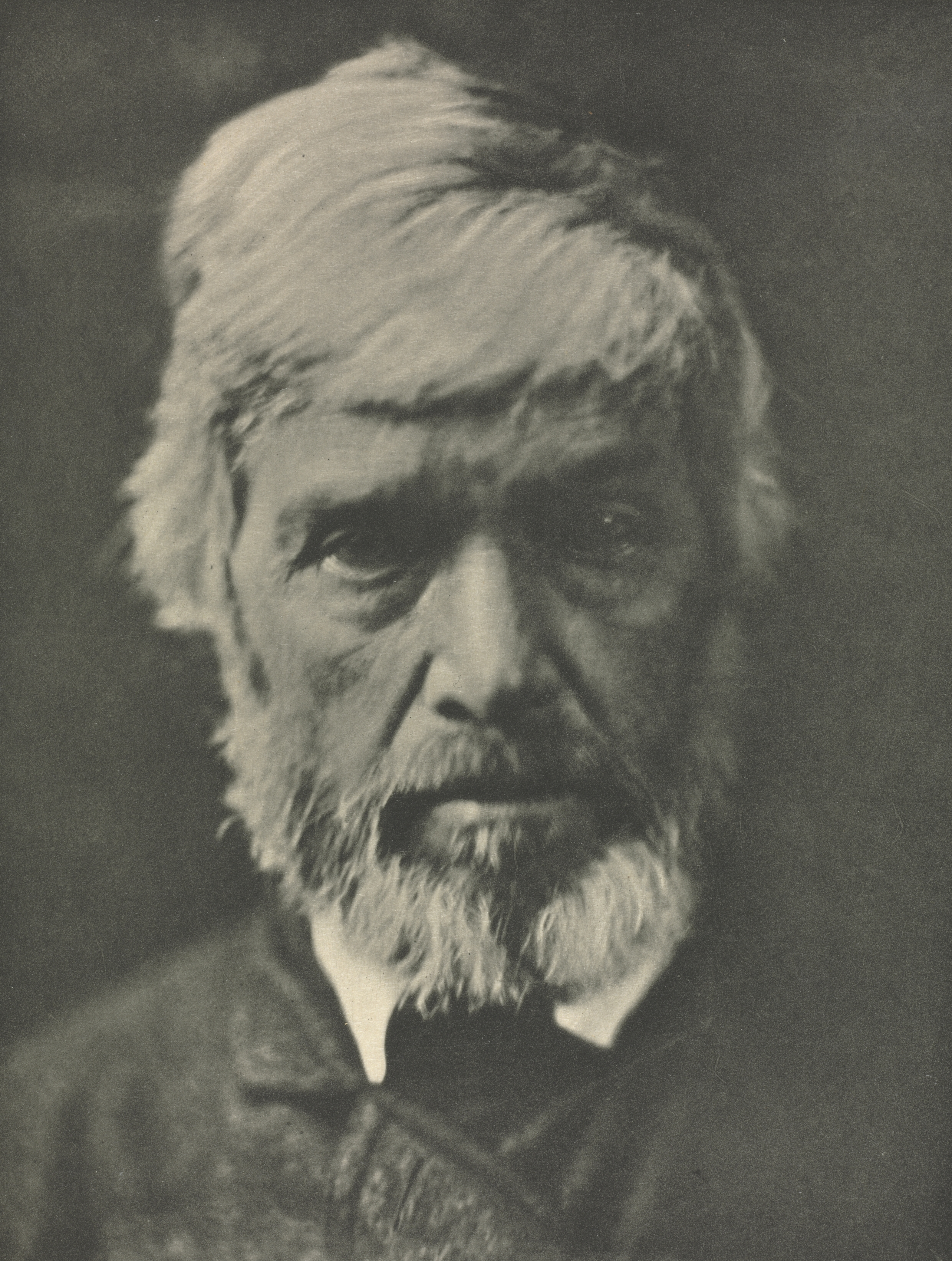
Thomas Carlyle de face, 1913 ; publié dans Camera Work[17].
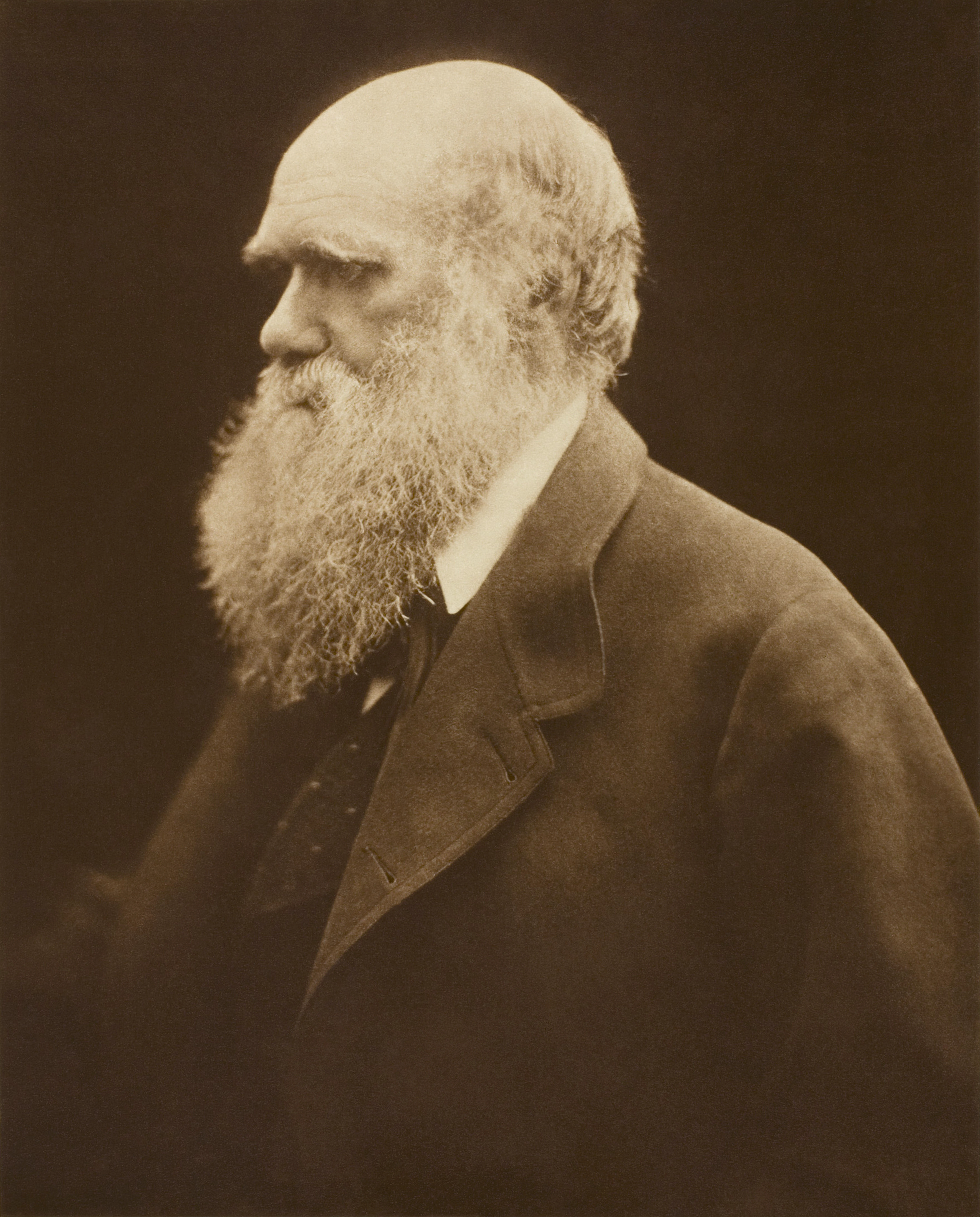
Charles Darwin, vers 1868[18].
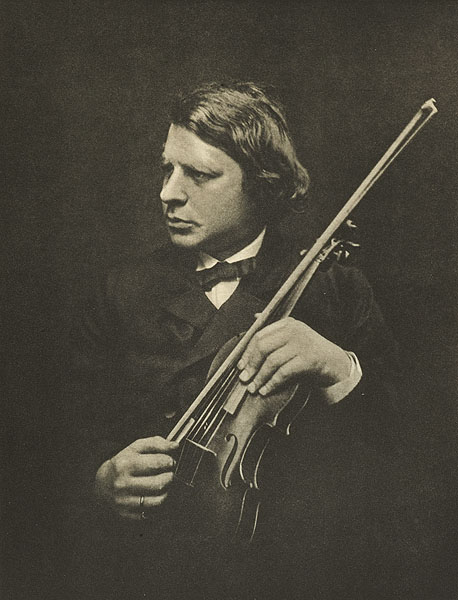
Joachim ; publié dans Camera Work, 1913.

En 1926, parut Victorian Photographs of Famous Men and Fair Women, la première monographie consacrée à Julia Margaret Cameron, rassemblée et introduite par Roger Fry et la petite-nièce de la photographe, Virginia Woolf.
Un catalogue raisonné de son œuvre photographique est publié en 2003 par le Getty Museum.
Depuis une vingtaine d'années, plusieurs grandes expositions ont redonné à voir les photographies de Cameron, notamment ses portraits de femmes. Ainsi en France une exposition lui est consacrée au Jeu de paume à Paris d'octobre 2023 à janvier 2024,.

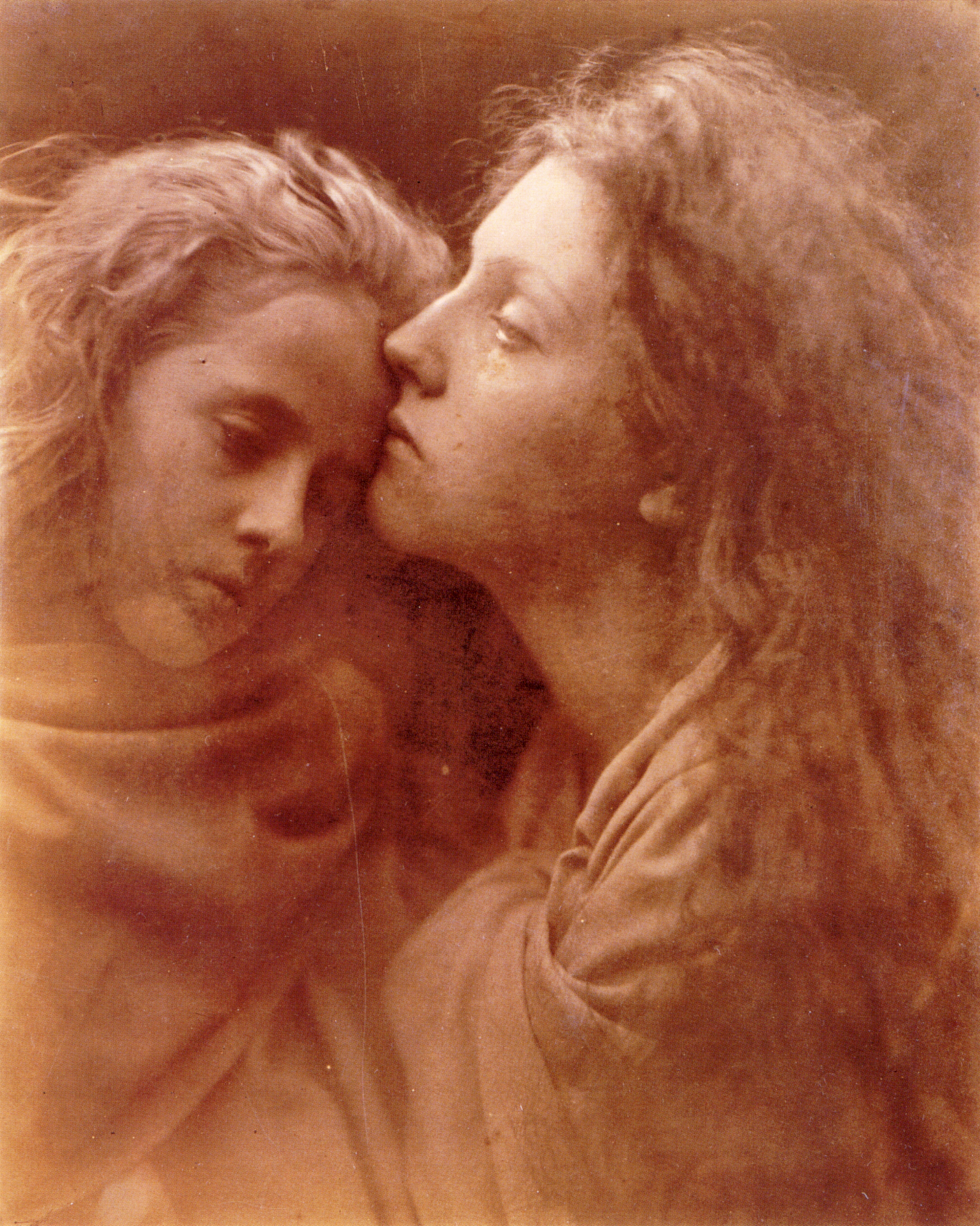
Le baiser de la paix, septembre 1869.
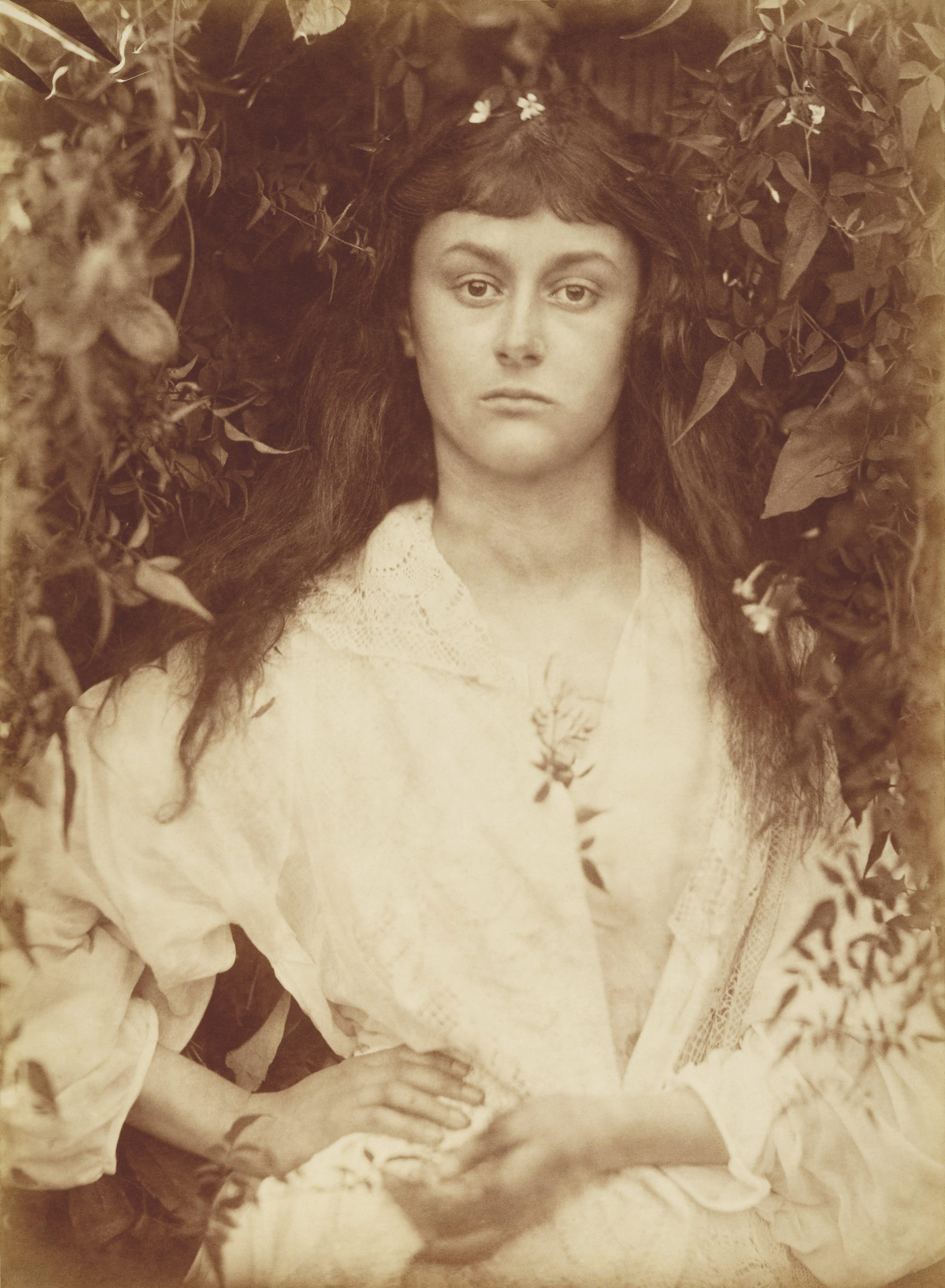
Alice Liddell en nymphe Pomone, septembre 1872[21].
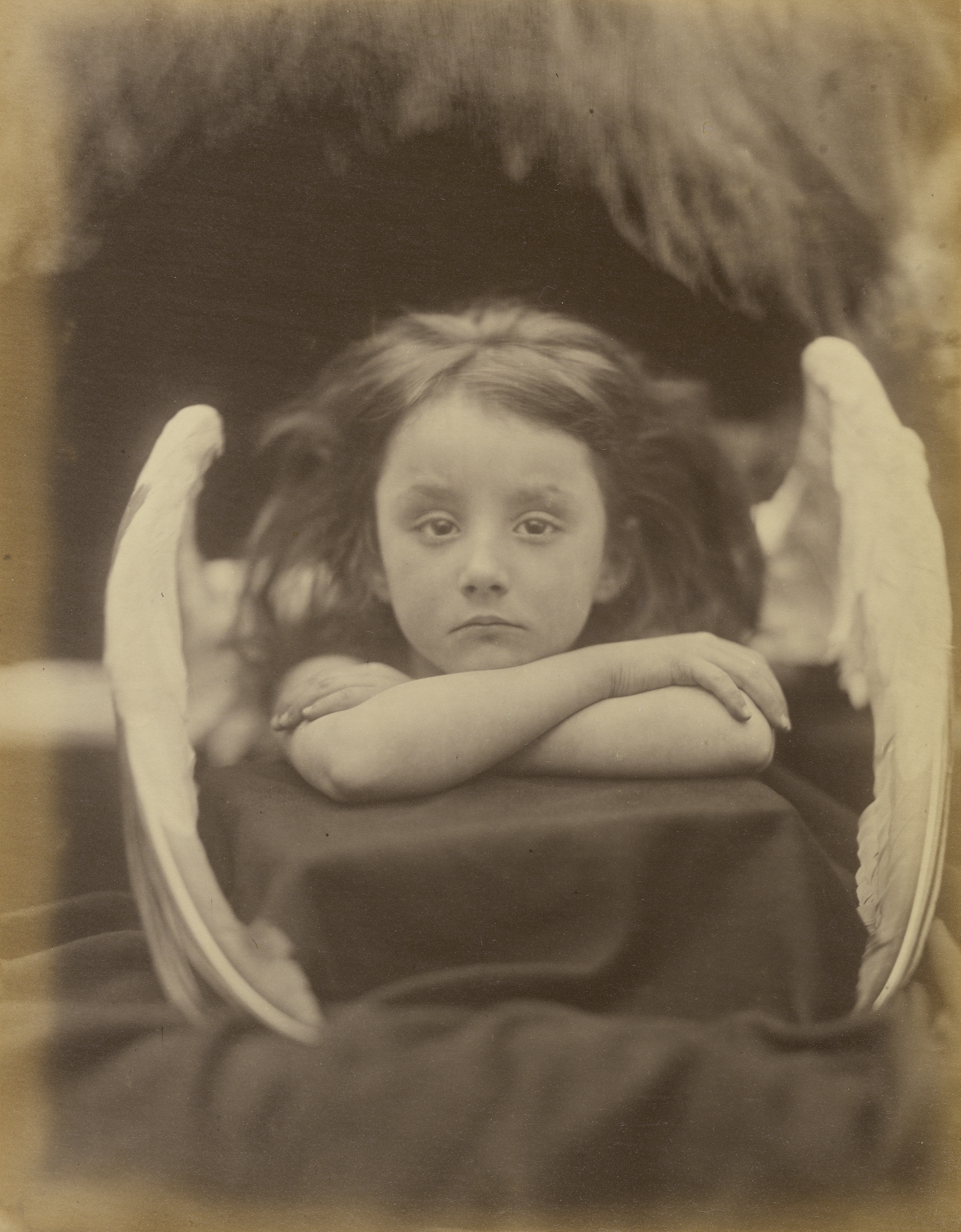
J'attends, 1872[N 2],[23].
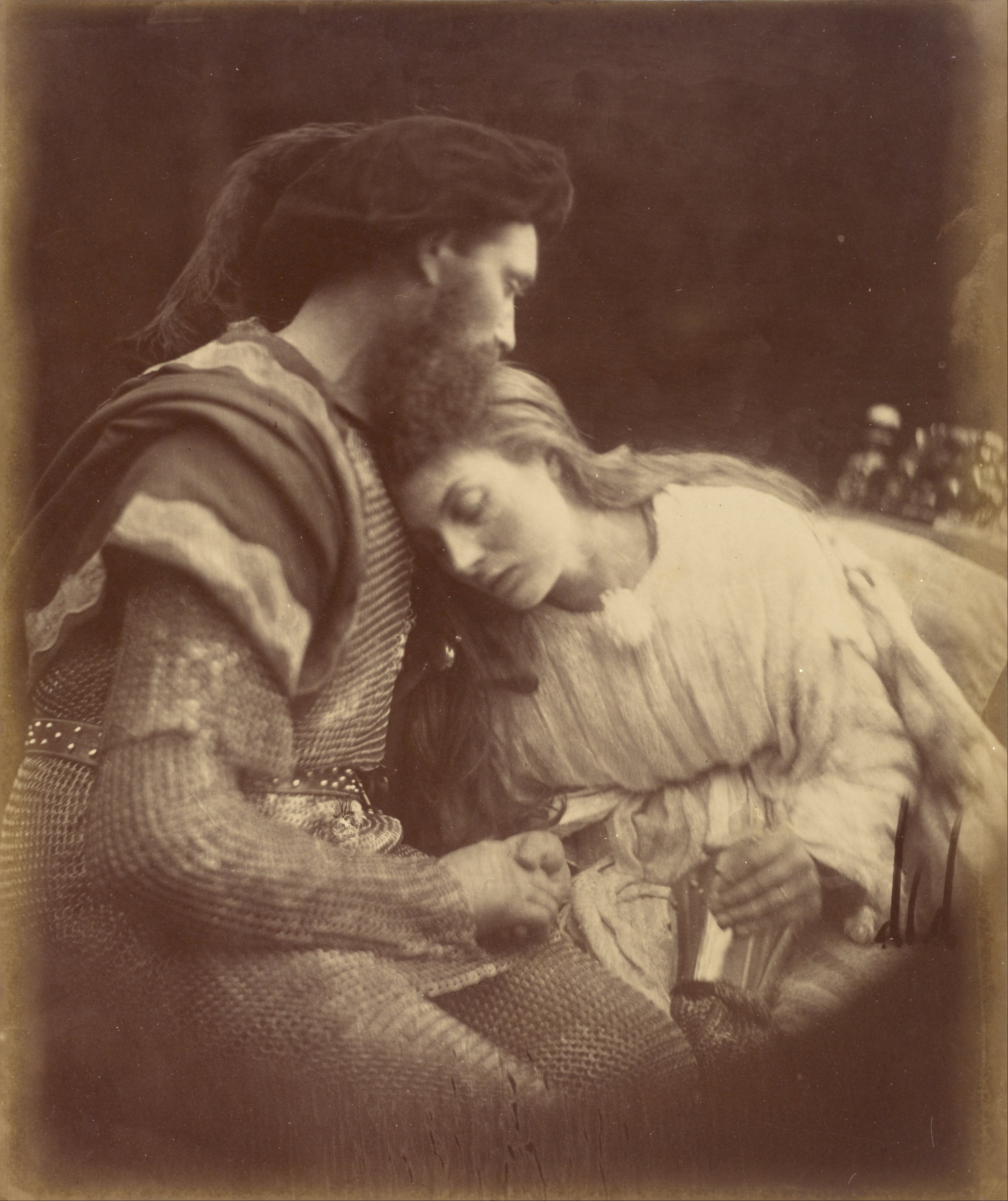
The parting of Sir Lancelot and Queen Guinevere [La séparation de Lancelot et de Guenièvre], 1874[24].

## Publications
- Julia Margaret Cameron illustre en 1874 de 26 photographies à la demande d'Alfred Tennyson une nouvelle édition du poème Idylls of the King sur les légendes arthuriennes : Illustrations to Tennyson's Idylls of the King, and other poems, Londres, Henry S. King & Co, 1874-1875, 2 vol. ; nouv. éd. 2003  (ISBN 095452330X)[25].
- Annals of my glass house, texte autobographique écrit par J. M. Cameron en 1874, publié à Londres en 1889 et dans la revue Photographic Journal en juillet 1927, p. 296-301. Nouvelle édition : Seattle et Londres, 1996  (ISBN 0295976020).
- The Cameron collection : an album of photographs presented to Sir John Herschel [94 photographies offertes en 1864 et 1867], éd. par Colin Ford, Wokingham, 1975  (ISBN 0442301332).
- Victorian photographs of famous men & women, édition et introduction par Virginia Woolf et Roger Fry, Londres, the Hogarth Press, 1926.

### Traductrice
- Leonora [traduction de la ballade de Gottfried August Bürger, 1774], ill. de Daniel Maclise, Londres, Green and Longmans, 1847, VIII-38 p. (en ligne)

## Expositions (sélection)
La première exposition publique des photographies de Julia Margaret Cameron a eu lieu de son vivant en août 1865 au South Kensington Museum, devenu le Victoria and Albert Museum, qui expose 80 photographies,.
- 6 novembre - 31 décembre 1980 : Hommage de Julia Margaret Cameron à Victor Hugo, Maison de Victor Hugo, Paris (présentation d'albums des années 1870 et 1875)[28],[29].
- 10 septembre - 16 novembre 1986 : Whisper of the muse : the overstone album and other photographs by Julia Margaret Cameron, J. Paul Getty Museum, Los Angeles.
- 19 septembre 1998 - 10 janvier 1999 : Julia Margaret Cameron's women, Art Institute of Chicago

puis : 27 janvier - 4 mai 1999 Museum of Modern Art (MoMA), New York ; 27 août - 30 novembre 1999 San Francisco Museum of Modern Art.
- 6 février - 26 mai 2003 : Julia Margaret Cameron, 19th Century Photographer of Genius, National Portrait Gallery, Londres[30].

puis 27 juin - 4 septembre 2003 : National Museum of Photography, Film & Television, Bradford ; 21 octobre 2003 - 11 janvier 2004 : J. Paul Getty Museum, Los Angeles.
- 19 août 2013 - 5 janvier 2014 : Julia Margaret Cameron, Metropolitan Museum of Art, New York[32],[33].
- 14 mars - 14 juin 2015 : Julia Margaret Cameron, Museum voor Schone Kunsten, Gand[34].
- 13 août - 25 octobre 2015 : Julia Margaret Cameron : photographs to electrify you and delight and startle the world, Art gallery of New South Wales, Sydney

puis 28 novembre 2015 - 21 février 2016 : Victoria and Albert Museum, Londres.
- 10 octobre 2023 - 28 janvier 2024 : Julia Margaret Cameron. Capturer la beauté, Jeu de paume, Paris[11],[36],[37].

## Collections
- Au Royaume-Uni, le National Museum of Photography, Film & Television (Bradford, West Yorkshire), détient plus de 900 photographies de Julia Margaret Cameron et en présente environ 140 en ligne.
- Collection de la George Eastman House à Rochester[38].
- Museum of Modern Art (MoMA), New York[39].

## Citation

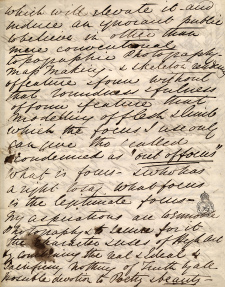
Lettre du 31 décembre 1864, p. 4 (National Portrait Gallery).

« What is focus - & who has a right to say what focus is the legitimate focus - My Aspirations are to ennoble Photography and to secure for it the character and uses of High Art by combining the real and Ideal and sacrificing nothing of the Truth by all possible devotion to Poetry and beauty. 
[Qu'est-ce qu'une mise au point ? Et qui a le droit de dire quelle mise au point est légitime ? Mon aspiration est d'ennoblir la photographie et d'inscrire sa particularité et ses usages dans les beaux-arts en associant le réel et l'idéal, et, sans y sacrifier la vérité, par un dévouement total à la poésie et à la beauté] »

— Lettre de Julia Margaret Cameron à John Herschel, 31 décembre 1864.